# Malačka
 Ovo je glavno značenje pojma Malačka. Za druga značenja pogledajte Malačka (razdvojba).
Malačka je prijevoj na zapadnoj strani planine Kozjak, visok 477 m na morem. Stara pješačka staza prelazila je Malačku još od srednjeg vijeka, a izgradnja makadamske ceste dovršena je tek nakon 1. svjetskog rata. Konačno asfaltiranje provedeno je 1976. i time su Kaštela preko Malačke povezana suvremenom prometnicom sa svojim zaleđem. U podnožju, na kaštelanskoj strani nalazi se naselje Radun.
Na Malačkoj se nalazi vidikovac s pogledom na Kaštela, Split i srednjodalmatinske otoke, planinarski dom Malačka i planinarska kuća Česmina, crkvica posvećena bl. Alojziju Stepincu i Memorijalni park Domovinskog rata u kojem dominira Spomenik hrvatskim braniteljima poginulima u Domovinskom ratu 1991. – 1995., s imenima 58 poginulih branitelja. S obje strane prijevoja Malačke još uvijek se vide bunkeri talijanske kraljevske vojske koja je od 1941. do 1943. g. kontrolirala granicu između  Kraljevine Italije i tadašnje Nezavisne Države Hrvatske. Otprilike sat hoda na istok, na lokalitetu Biranj, nalazi se srednjovjekovana crkvica sv. Ivana Krstitelja, koju narod naziva crkva sv. Ivana od Birnja. Nešto niže, oko 10 minuta hoda, na zagorskoj strani Malačke, nalazi se lokva Birnjača, kao i bunar s nepresušnim izvorom pitke vode. Nastali su u srednjem vijeku, a oko njih je bilo i manje naselje. Zapadno od lokve, na oko 200 m udaljenosti, nalaze se jame Velika i Mala Birnjača.  Cesta se prema Zagori spušta prodolinom zvanom Arapovača, čije je srednjovjekovno ime Grabrova. Novi naziv je dobila po osmanlijskom razbojniku Ahmetu Perkoviću poznatom pod nadimkom Arap. On je krajem 17. stoljeća pljačkao putnike u toj prodolini Još niže, u Radošiću, Arapovača završava u zaseoku Bralićima kojega lokalno stanovništvo naziva Podmalačka.
Od 1998. na Malačkoj se u organizaciji Splitskog auto-kluba održava se međunarodna brdska automobilska utrka, Nagrada Malačke koja se boduje za nekoliko nacionalnih prvenstava.

## Vanjske poveznice
- HPD Malačka: Izlet na Malačku u ranu jesen posebno je lijep: Znate li gdje se nalazi jama Birnjača?  Dalmacija danas. 6. listopada 2020.